# تازة كند شيخ الإسلام
تازة كند شيخ‌ الإسلام هي قرية في مقاطعة ملكان، إيران. عدد سكان هذه القرية هو 149 في سنة 2006.